# Erich Manegold
Erich Christian Friedrich Manegold (* 17. Februar 1895 in Höxter; † 25. Januar 1972 ebenda) war ein deutscher Chemiker und Professor an der Technischen Hochschule Dresden. Er war Spezialist für Kolloidchemie.

## Leben
Manegold studierte ab 1919 Chemie an den Universitäten in Göttingen und Hamburg. Seine Promotion legte er 1923 in Göttingen ab, wo er anschließend als Assistent tätig war. Er habilitierte sich 1929 an der Universität Göttingen bei Richard Zsigmondy und lehrte dort von 1929 an als Privatdozent. Im November 1933 unterzeichnete er das Bekenntnis der deutschen Professoren zu Adolf Hitler.
Manegold ging 1935 als außerordentlicher Professor an die TH Dresden. Als Nachfolger von Alfred Lottermoser (1870–1945) wurde er 1937 an der TH Dresden ordentlicher Professor am Institut für Kolloidchemie sowie Leiter des gleichnamigen Instituts. Während des Zweiten Weltkriegs befasste er sich mit der kriegswichtigen restlosen Nutzung von Pflanzenstoffen.
Ab 1945 war Manegold als freischaffender Wissenschaftler in seiner Heimatstadt Höxter tätig und hatte von 1961 bis 1970 eine außerordentliche Professur an der Technischen Hochschule Aachen inne. Er starb 1972 in Höxter.

## Schriften (Auswahl)
- Grundriß der Kolloidkunde, Dresden 1949 (2. Aufl. 1959)
- Emulsionen, 1952
- Schaum, Heidelberg 1953
- Kapillarsysteme, 2 Bände 1955/60